# Hjalmar Hammarskjöld
Knut Hjalmar Leonard Hammarskjöld, švedski pravnik, akademik, politik in pedagog, * 4. februar 1862, † 12. oktober 1953.
Hammarskjöld je bil predsednik vlade Švedske med letoma 1914 in 1917.